# Большие Горки (Владимирская область)
Большие Горки — деревня в Петушинском районе Владимирской области России, входит в состав Нагорного сельского поселения.

## География
Деревня расположена на реке Шередарь в 80 км к западу от Владимира. На северо-западе к деревне примыкает деревня Малые Горки.

## История

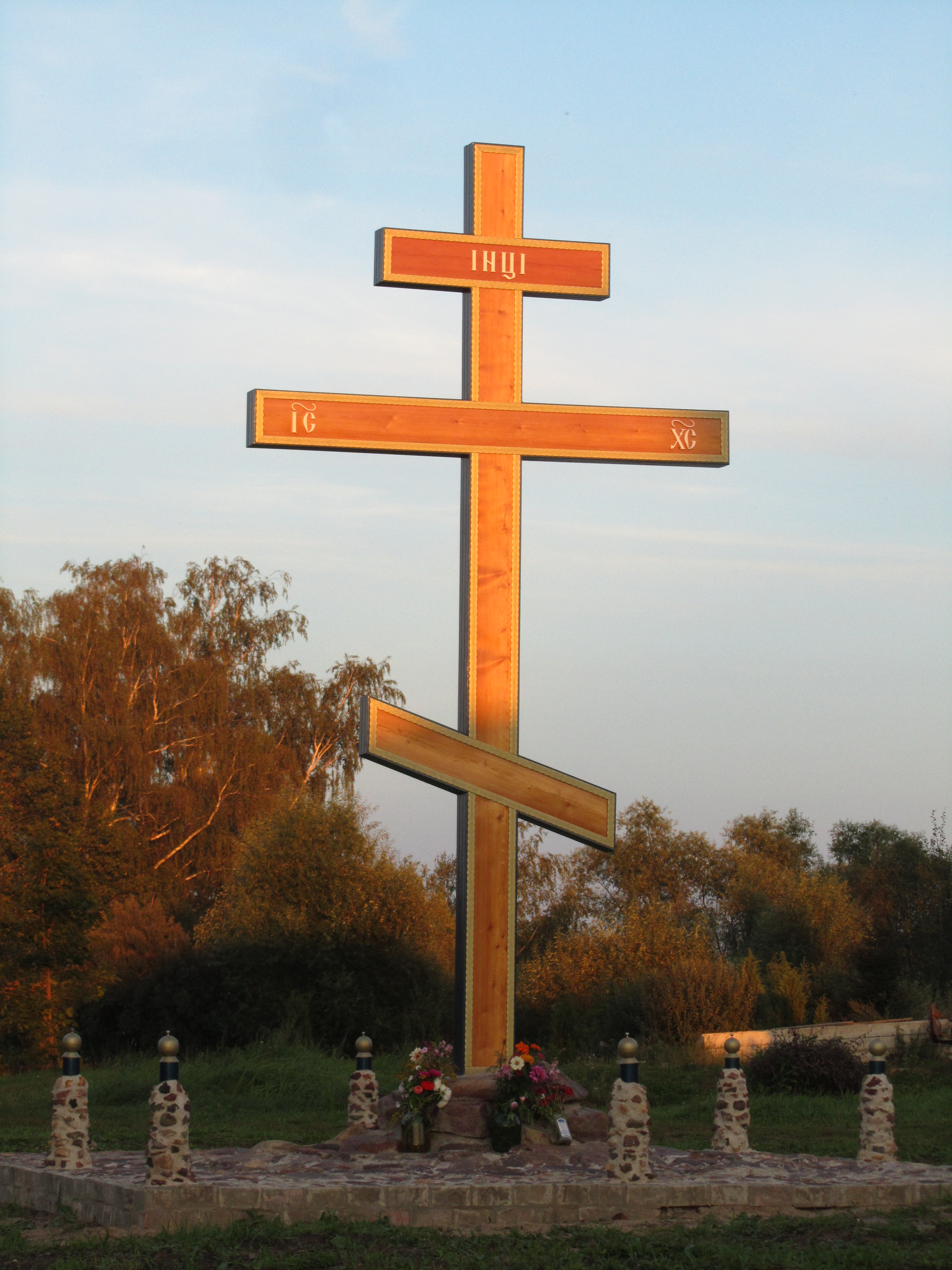
Поклоный крест на месте часовни

По разделу 3 января 1677 года деревней владел Т. П. Савёлов.
По данным на 1860 год деревня принадлежала Дмитрию Ивановичу Микулину.
В ревизских сказках 1—10 ревизий 1719—1858 годов называлось сельцом, но о господских домах упоминаний нет.
1857 год — в деревне 67 дворов, жителей мужского пола 324, женского 370.
В 1881 году деревня отошла к Овчининской волости Покровского уезда Владимирской губернии.

## Население
| 1859 | 1897 | 1905 | 1926 | 2002 | 2010 | 2021 |
| ---- | ---- | ---- | ---- | ---- | ---- | ---- |
| 749  | ↘529 | ↗779 | ↘654 | ↘9   | ↗27  | ↘6   |

## Знаменитые люди
- Иван Васильевич Клюн (настоящая фамилия Клюнков; 1 сентября (20 августа) 1873, д. Большие Горки, Владимирская губерния — 13 декабря 1943, Москва) — русский художник и теоретик искусства, мастер русского авангарда первой половины XX века.